# Vito Artale
Vito Artale, italijanski general, * 1882, † 1944.